# Sundamys muelleri muelleri
Sundamys muelleri muelleri is een ondersoort van Müllers rat (Sundamys muelleri). De ondersoort komt voor op Borneo, Sumatra, Palawan (Filipijnen) en omliggende eilanden en is kleiner dan S. m. validus op het vasteland. De kop-romplengte bedraagt 179 tot 276 mm, de staartlengte 191 tot 307 mm, de achtervoetlengte 37 tot 53 mm, de oorlengte 19 tot 27 mm en de schedellengte 44 tot 59 mm. Exemplaren uit Sumatra hebben een langere “toothrow” (het bot waar de tanden in zitten) dan die uit Borneo en Palawan.
Deze ondersoort heeft de volgende synoniemen (met typelocatie):
- Mus mülleri Jentink, 1879 (Batang Singgalang, Padang-hoogland, West-Sumatra)
- Epimys mülleri campus Robinson & Kloss, 1916 (Pasir Ganting, West-Sumatra)
- Rattus virtus Lyon, 1916 (Sungai Siak, Oost-Sumatra)
- Mus domitor Miller, 1903 (Pulau Mansalar, ten westen van Sumatra)
- Epimys potens Miller, 1913 (Pulau Tuangku in de Kepualuan Banjak, ten westen van Sumatra)
- Epimys valens Miller, 1913 (Pulau Bankaru in de Kepualuan Banjak, ten westen van Sumatra)
- Rattus balmasus Lyon, 1916 (Pulau Tanahbala in de Kepulauan Batu, ten westen van Sumatra)
- Rattus pinatus Lyon, 1916 (Pulau Pini in de Kepulauan Batu, ten westen van Sumatra)
- Mus firmus Miller, 1902 (Pulau Lingga in de Kepualauan Lingga, ten zuidoosten van Sumatra)
- Mus chombolis Lyon, 1909 (Pulau Chombol in de Kepualauan Riau, ten noordoosten van Sumatra)
- Epimys pollens Miller, 1913 (Pulau Banka, ten zuidoosten van Sumatra)
- Epimys borneanus Miller, 1913 (Telok Karang Tiga in het zuidoosten van Kalimantan)
- Rattus mülleri waringensis Sody, 1941 (Riam in het zuidwesten van Kalimantan)
- Rattus mülleri otiosus Chasen, 1934 (Pulau Balembangan, ten noorden van Sabah)
- Epimys sebucus Lyon, 1911 (Pulau Sebuku, ten zuidoosten van Kalimantan)
- Epimys crassus Lyon, 1911 (Pulau Lamukutan, ten westen van Kalimantan)
- Rattus mülleri balabagensis Sanborn, 1952 (Balabac)
- Rattus culionensis Sanborn, 1952 (Culion)
- Mus integer Miller, 1901 (Pulau Serasan in de Kepulauan Natuna Selatan)
- Rattus mülleri credulus Chasen, 1940 (Pulau Bunguran in de Kepulauan Natuna Utara)